# Al Mathluthah
 Al Mathluthah  (arabă المثلوثة)  este un oraș din Guvernoratul Madaba din nord-vestul Iordaniei.